# Inna Osipenko-Radomska
Inna Osipenko-Radomska (Cherson, 20 september 1982) is een Oekraïens/Azerbeidzjaans kanovaarster.
Osipenko won tijdens de Olympische Zomerspelen 2008 een gouden medaille in de K1 500m. Tussen 2000 en 2016 veroverde ze nog twee zilveren en twee bronzen medailles op de K1 200m en de K1 500m.
Osipenko werd een keer wereldkampioen, werd twee keer tweede en drie keer derde. Daarnaast werd ze twee keer Europees kampioen, twee keer tweede en een keer derde.

## Belangrijkste resultaten

### Olympische Zomerspelen
| Editie | Plaats         | Resultaten         |
| ------ | -------------- | ------------------ |
| 2000   | Sydney         | 17e K1 500m        |
| 2004   | Athene         | K4 500m            |
| 2008   | Peking         | K1 500m            |
| 2012   | Londen         | K1 200m K1 500m    |
| 2016   | Rio de Janeiro | K1 200m 8e K1 500m |

### Wereldkampioenschappen vlakwater
| Jaar | Plaats       | Resultaten        |
| ---- | ------------ | ----------------- |
| 2001 | Poznań       | K4 1000m          |
| 2003 | Gainesville  | K4 1000m          |
| 2010 | PoznańSzeged | K1 500m · K1 200m |
| 2011 | Szeged       | K1 200m · K1 500m |

### Europese kampioenschappen kanosprint
| Jaar | Plaats     | Resultaten |
| ---- | ---------- | ---------- |
| 2001 | Milaan     | K4 1000m   |
| 2004 | Poznań     | K4 500     |
| 2007 | Pontevedra | K1 200m    |
| 2008 | Milaan     | K1 200m    |
| 2011 | Beograd    | K1 500m    |

1948: Karen Hoff ·
1952: Sylvi Saimo ·
1956: Jelizaveta Dementjeva ·
1960: Antonina Seredina ·
1964: Ljoedmila Pinajeva-Chvedosjoek ·
1968: Ljoedmila Pinajeva-Chvedosjoek ·
1972: Joelia Rjabtsjinskaja ·
1976: Carola Zirzow ·
1980: Birgit Fischer ·
1984: Agneta Andersson ·
1988: Vanja Gesjeva ·
1992: Birgit Schmidt-Fischer ·
1996: Rita Kőbán ·
2000: Josefa Idem-Guerrini ·
2004: Natasa Janics ·
2008: Inna Osipenko-Radomska ·
2012: Danuta Kozák ·
2016: Danuta Kozák ·
2020: Lisa Carrington ·
2024: Lisa Carrington